# Govern de Catalunya

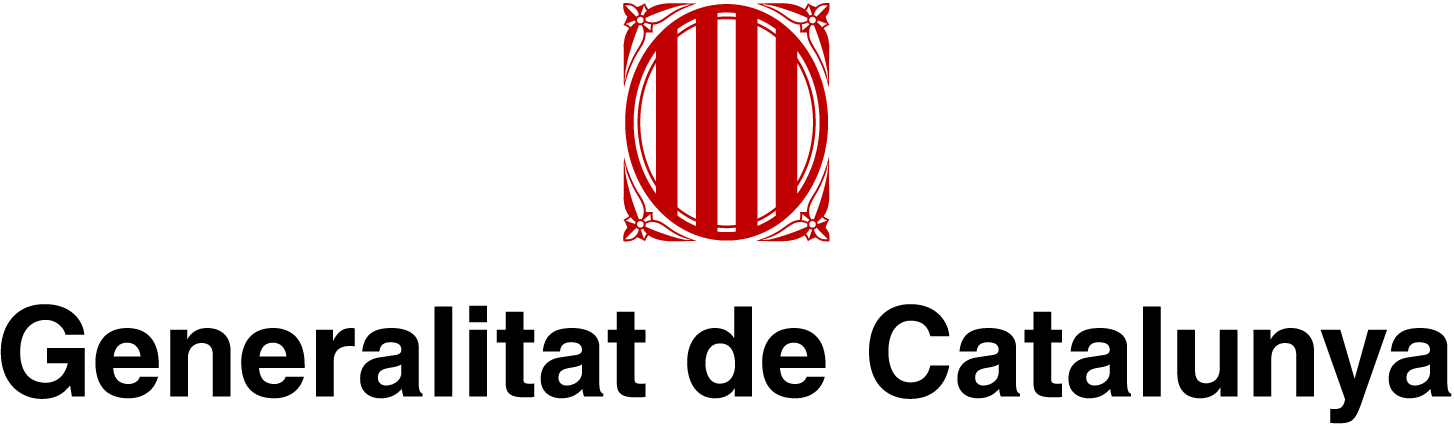
Logotip oficial de la Generalitat de Catalunya

El Govern o Consell Executiu de Catalunya és una de les institucions estatutàries que conformen la Generalitat de Catalunya juntament amb el Parlament de Catalunya, el President de la Generalitat, el Consell de Garanties Estatutàries, el Síndic de Greuges, la Sindicatura de Comptes i el Consell de l'Audiovisual de Catalunya. És l'òrgan col·legiat que dirigeix la política i l'Administració de la Generalitat i és, així mateix, el titular de la funció executiva i de la potestat reglamentària.

## Composició
Componen el Govern de Catalunya el president de la Generalitat, el conseller primer del Govern o el vicepresident del Govern, si escau, i els consellers.

### El president de la Generalitat de Catalunya
El president de la Generalitat de Catalunya ostenta la més alta representació de la Generalitat de Catalunya i l'ordinària de l'Estat a Catalunya. Així mateix, dirigeix i coordina l'acció del Govern. Com a membre d'aquest, li corresponen competències tals com establir les directrius generals de l'acció de govern i assegurar llur continuïtat, nomenar i separar els consellers, convocar i presidir les reunions del Govern, demanar que el Parlament es reuneixi de forma extraordinària, demanar la celebració d'un debat de política general al Parlament de Catalunya, signar els decrets acordats pel Govern i ordenar que es publiquin i coordinar el programa legislatiu del Govern. En els casos en què no hi hagi conseller primer, li correspon també convocar i presidir les comissions del Govern, facilitar la informació que el Parlament sol·liciti al Govern i encarregar a un conseller o consellera que s'encarregui del despatx o de les funcions d'un departament en cas d'absència, malaltia o impediment de la persona titular.

### El conseller primer del Govern
El conseller primer del Govern és membre del Govern de la Generalitat de Catalunya. El president de la Generalitat el nomena i el separa per decret i en dona compte al Parlament. Són competències pròpies del conseller primer, entre d'altres, desplegar les directrius generals de l'acció de govern i vetllar perquè s'apliquin, convocar i presidir les comissions del Govern, facilitar la informació que el Parlament sol·liciti al Govern i impulsar i coordinar l'activitat dels departaments.
A més, per delegació de la presidenta o president de la Generalitat, pot assumir competències tals com convocar i presidir les reunions del Govern, coordinar el programa legislatiu del Govern i l'elaboració de les disposicions reglamentàries i coordinar l'acció exterior del Govern, entre d'altres.
Així mateix, assumeix les funcions d'administració ordinària de la presidenta o el president de la Generalitat en cas d'absència o malaltia d'aquest. Assumeix també les funcions de representació ordinària, en el qual es refereix a funcions executives i representatives, en cas de mort o incapacitat permanent d'aquest reconeguda pel Parlament.

### El vicepresident del Govern
Si el president de la Generalitat no ha nomenat un conseller primer del Govern, pot nomenar un vicepresident del Govern. El vicepresident, a diferència del conseller primer, tindrà encomanada la direcció d'un Departament de la Generalitat. Les seves funcions són les mateixes que les del conseller primer excepte la competència de "desplegar les directrius generals de l'acció de govern".

### Els consellers
L'Administració de la Generalitat està integrada pels departaments en què s'organitza el Govern, inclòs el de la Presidència. Al capdavant de cada departament hi ha un conseller o consellera. Cada departament té, a més, una secretaria general i s'estructura en serveis, que es poden agrupar en direccions generals.

## Funcionament
El govern és un òrgan col·legiat que es reuneix convocat pel president o presidenta de la Generalitat i, per a la validesa de llurs deliberacions i dels acords que adopti, és necessari que estiguin presents el president o, en cas que el substitueixi, el conseller o consellera primer del Govern, i la meitat dels consellers. Els acords del Govern s'adopten per majoria; en cas d'empat, el vot del president dirimeix. Els acords han de constar en acta, de la qual ha de donar coneixement el secretari del Govern, la regulació i les funcions del qual les estableix un reglament. Els membres del Govern estan obligats a guardar secret de les deliberacions d'aquest o de les opinions i els vots que cadascun emet. Tampoc pot divulgar els documents que coneguin per raó de llur càrrec mentre no s'hagin fet públics oficialment.